# Fluxus (band)
Fluxus was een Vlaamse folkgroep. Na zijn ontstaan in 1996 werd hij, 10 jaar later, in 2006 ontbonden. De ex-leden gingen op in een nieuw project: Okavango, waarin ook muzikanten van de Welshe groep Hoover the Dog meespeelden.
Op BROSELLA Folk & Jazz 2004 had FLUXUS een carte blanche gekregen: ze maakten toen een gezamenlijkproject met HOOVER THE DOG. 
Naast talrijke optredens in Vlaanderen heeft Fluxus ook in het buitenland gespeeld, onder andere in Tsjechië.

## Bandleden
- Greet Garriau (zang, diatonische accordeon)
- Paul Garriau (draailier, gitaar)
- Koen Garriau (tenor-, sopraan-, altsaxofoon)
- Sam Van Ingelgem (fretloze & akoestische bas)
- Toon Van Mierlo (doedelzakken, fluiten, schalmei)
- Geert Simoen (percussie)
- Stefan Timmermans (doedelzak, ocarina)

## Discografie
- PINGOEROE (1998)
- NOË (2001)
- TRANSPARANT (2003)
- OKAVANGO (2006)

Naast eigen cd's staan er ook nummers van hen op verzamelcd's van volksmuziek.